# Río Kollpa Jahuira
Río Kollpa Jahuira är ett vattendrag i Bolivia.   Det ligger i departementet La Paz, i den västra delen av landet, 400 km nordväst om huvudstaden Sucre.
Omgivningen kring Río Kollpa Jahuira består i huvudsak av gräsmarker. Området är  mycket glesbefolkat, med 4 invånare per kvadratkilometer.